# Catedrala Sfinții Împărați Constantin și Elena din Bălți
Catedrala „Sfinții Împărați Constantin și Elena” din Bălți, edificiu ridicat între anii 1924–1934 prin truda episcopului Visarion Puiu, este în prezent biserica catedrală a Eparhiei de Bălți și Fălești, subordonată Patriarhiei Moscovei.
Edificiul are statutul de monument istoric și arhitectural.

## Istoric
În martie 1923 s-a înființat Episcopia Hotinului cu reședința la Bălți. Noul ierarh al Hotinului devine Visarion Puiu. Instalarea noii episcopii cerea construirea unei biserici mari și impunătoare. Prin decretul regal nr. 315 din 31 ianuarie 1924 se aprobă cedarea pe veci către Episcopia Hotinului a terenului cu o suprafață de 7.595 m2 situat la intersecția străzilor Regele Ferdinand și General Berthelot (actualmente străzile Independenței și 31 august 1989).
Prin același decret se mai instituia un comitet alcătuit din persoane oficiale din Bălți pentru a ajuta și supraveghea mersul construcției. Comitetul încredințează construcția catedralei arhitectului Adrian Gabrilescu . În septembrie 1924 au fost alocați primii bani pentru începerea lucrărilor. P. S. Visarion invită la solemnitatea punerii pietrei de temelie, la 24 septembrie 1924, pe Alteța Sa Regală, Principele Carol, patriarhul Damianos al Bisericii Ortodoxe a Ierusalimului, membrii Sfântului Sinod și pe alți demnitari.

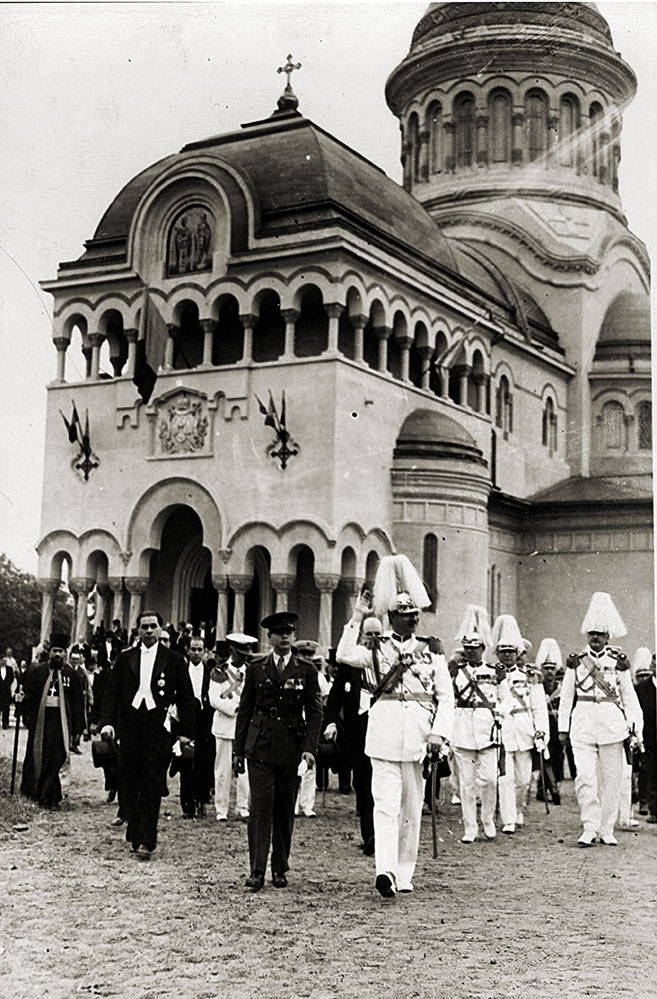
Regele Carol al II-lea și Mihai, Mare Voievod de Alba Iulia la sfințirea Catedralei Sf. Constantin și Elena, 1935

Lucrările la catedrală încep în primăvara anului 1925, dar se mențin deficitar din cauza lipsei banilor. În 1933 comitetul hotărăște ca devizele și planurile de interior să fie executate de serviciul tehnic condus de arhitectul Andrei Ivanov. Timpul a făcut să se șteargă din memoria bălțenelor numele celor care au participat la construcția catedralei. Ornamentul catedralei este făcut de către Franț Rill din București; catapeteasma - I. Babic (București); pictura - D. Norocea (Curtea de Argeș) și Wodok (București); scaunele arhierești, stranele și ușile catedralei - sculptorul Dumitrescu (București), pardoseala - firma Schmidgen (București); iar instalația electrică Silvestru Vatrici din Bălți . 
Lucrările de construcție se terminaseră din toamna anului 1933. La finalul toamnei, potrivit dorinței regelui, sfințirea cu tot fastul cuvenit a avut loc în la 14 octombrie. 
Au fost trimise invitații tuturor oaspeților. Dar atentatul asupra lui Alexandru I, unificatorul Iugoslaviei, a îndoliat familia regală, din această cauză sfințirea catedralei a fost amânată iarăși pentru un an, la 2 iunie 1935. 
Înalții oaspeți au început să vină la 1 iunie 1935. Patriarhia Constantinopului a fost reprezentată de către mitropolitul Maximos al Halkidonului, însoțit de arhimandritul Adamantios, directorul cancelariei Sfântului Sinod din Constantinopol. Mitropolitul Atenei a delegat ca reprezentant al biserici pe protopresbiterul Constantin Maritachis, superiorul bisericii grecești din București. Mitropolia ortodoxă a Poloniei este reprezentat prin episcopul Sava de Liublin, mitropolia Moldovei – de preasfințitul Grigorie Botoșăneanu, mitropolitul României – de preasfințitul Cosma al Dunării de Jos. După amiază în Biserica Sf. Apostoli Pentru și Pavel episcopul Cosma și arhiereul Grigore au săvârșit privigherea.

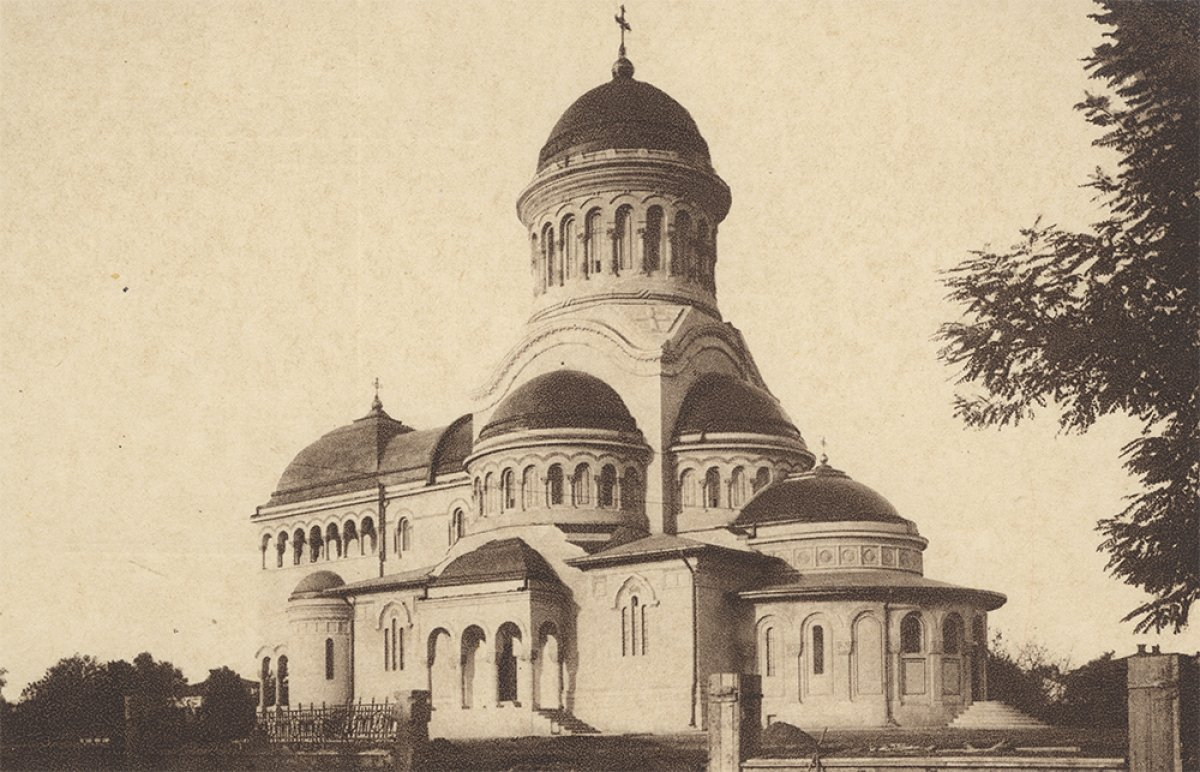
Catedrala în 1935

La 2 iunie 1935 la stația Pământeni din Bălți a sosit trenul cu Majestatea Sa Regele Carol al II-lea, prințul motenitor Marele Voievod Mihai. De la gară s-a format un cartegiu care au însoțit auguștii oaspeți până la catedrală. De la poarta de intrare pe teritoriul catedralei și până la baptisierul din fața ei se aflau preoți îmbrăcați în veșminte albe, iar pe treptele de la ușa catedralei așteptau începerea solemnității înalții ierarhi și clerul care avea să oficieze sfânta slujbă.

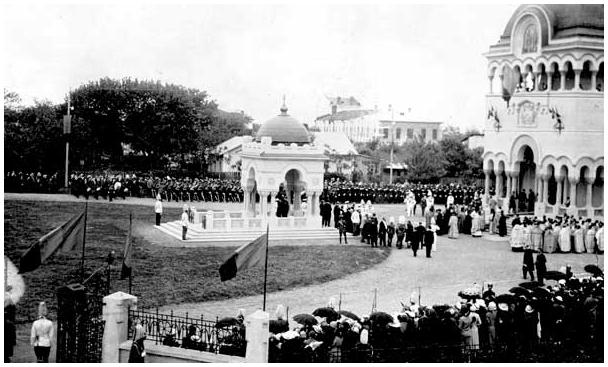
Sfințirea Catedralei „Sfinții Împărați Constantin și Elena”, 2 iunie 1935

Toată lume prezentă la ceremonie era îmbrăcată în haine naționale sau haine albe de sărbătoare. La poartă înalții oaspeți au fost întâmpinați cu tradiționala pâine și sare, după ce regele a trecut în revistă compania de onoare s-a început sfânta slujbă. Binecuvântarea a dat-o trimisul Patriarhiei Constantinopolului. După ce corul celor peste 100 de clerici a cânta „Cristos a înviat” s-a început înconjurarea catedralei. Înainte mergea un călugăr care bătea toaca din lemn, urmat de steagurile bisericii, corul bisericii, înalții ierarhi, regele și suita sa. 
Toată lumea a asculta rugăciunea intrării în genunchi. După ce, Regele Carol al II-lea a tăiat cordonul tricolor și s-a intrat în catedrală. Slujba sfințirii s-a încheiat cu semnarea unui act de întemeiere. 
Pe timpul sovietic edificiul catedralei a fost folosit ca depozit, iar din 1961 aici își avea sediul Muzeul de Istorie și Etnografie. Astfel, unele obiecte prețioase, de valoare spirituală și istorică din interiorul catedralei au fost pierdute, altele, s-au păstrat, totuși. Tamara Dubai, custode la muzeu în anii 1960, a salvat câteva icoane, ce erau lăsate să zacă afară. O familie de militari care locuia vis-a-vis de catedrală le foloseau pentru a face foc la sobă. Tamara Dubai a strâns tot ce a mai rămas și a dus tezaurul în ascunzișul de la balcon. În anii 1990, clădirea a fost „retrocedată,” iar dumneaei a scos la lumina zilei aceste icoane, salvând o parte din iconostas. Un gest creștinesc, dar și eroic pentru acele timpuri, ale unui custode de muzeu .

## Medalie
În cinstea sfințirii catedralei a fost bătută atunci o medalie din cupru, în formă de romb. Nu cunoaștem aproape nimic din istoria emiterii respectivei medalii: nici autorul, nici tirajul, nici măcar faptul dacă au apărut piese și din alte metale prețioase, precum ar fi de argint, de aur .
Medalia are un diametru de 55 mm X 44mm. Pe avers, în centru, contemplăm o iconiță ovală cu doi sfinți: împăratul Constantin, în stânga, ținând un sceptru în mâna dreaptă, și împărăteasa Elena, mama, în partea dreaptă. Ambii se află lângă (sub) o masivă cruce creștină. Iconița ovală, cu marginea crenelată, creează, vizual, impresia de a fi introdusă într-un cartuș, bogat ornamentat, în formă de cruce romboidală, culminând cu o coroană regală (mitropolitană) . Imediat sub coroană, în două rânduri, citim data „2 iunie”. Cifrele anului sunt fixate pe aripa stângă a crucii romboidale „19” și pe cea din dreapta - „35”. Pe aripa inferioară, sub iconița ovală, e reprodusă cu majuscule denumirea localității, BĂLȚI. Reversul include inscripția, în formă circulară AMINTIRI DE LA SFINȚIREA CATEDRALEI. În interiorul cercului oval, în două rânduri orinzontale, urmează finalul textului: din Bălți. În partea inferioară, pentru a ocupa spațiul liber, creat după încrustarea textului circular, a fost reprodusă o cruciuliță .

## Arhitectură neoromânească

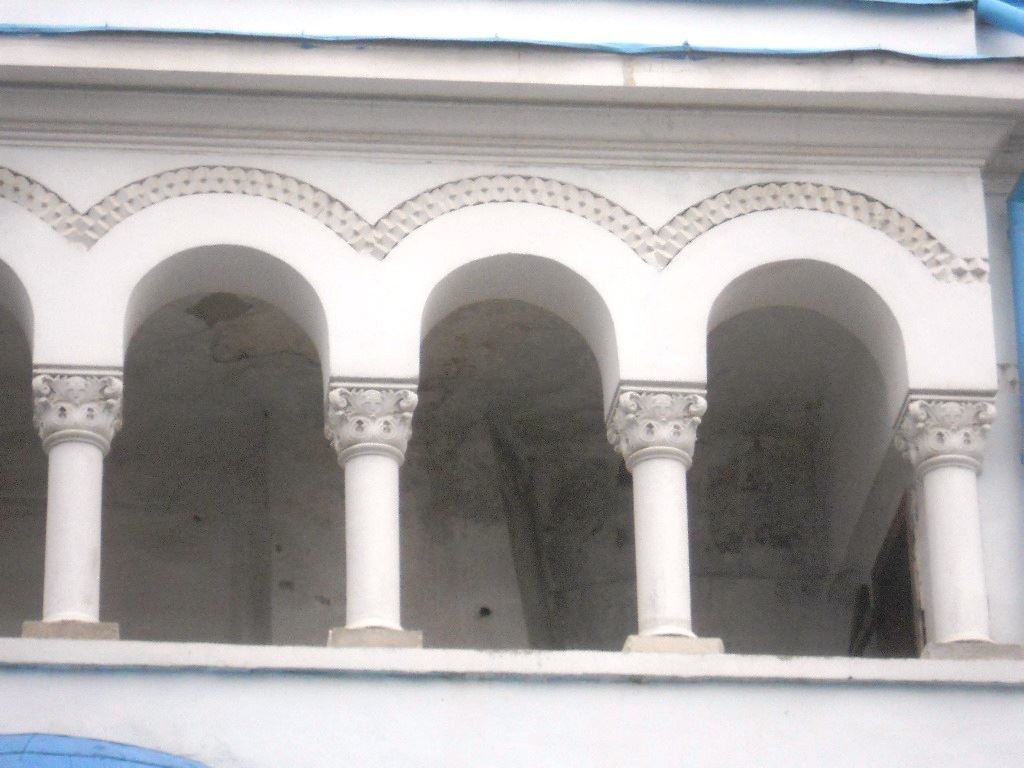
Elemente arhitecturale restaurate și conservate

Catedrala este construită sub formă de treflă cu pridvor înconjurat de coloane la intrare. Deasupra intrării și a pronaosului, sub turlă, pe cele trei laturi, există un cerdac cu niște coloane care creează între ele o boltă artistic lucrată. Turla principală de 46 metri se înalță maiestuos într-o armonie perfectă cu celelate componente ale catedralei. De la poalele turlei principale se desfășoară în lateral, în formă de cascade, mai multe bolți lipite succesiv de zidăria principală a catedralei. Locașul este acoperit în întregime cu plăci de aramă.
În fața catedralei, pe axa ei principală, este amplasat un baptisteriu al cărui arhitect a fost Valentin Voițehovschi, construit după modelul practicat la biserica de la Curtea de Argeș . În interiorul catedralei, care impresionează prin dimensiuni întrucât pot asista la slujbe peste 1 000 de credincioși, se disting coloanele ce sprijină cupola centrală și arcurile bolților, toate executate în beton armat. Catapeteasma este lucrată în lemn de stejar și sculptată cu ornamente de struguri și foi de viță-de-vie. Pictura în frescă a catedralei a fost efectuată în mai multe etape, respectându-se stilul clasic bizantin, utilizat și în cazul bisericilor grecești de la Sfântul Munte Athos. E de remarcat că pictura din catedrala bălțeană este realizată în tonuri mai luminoase .
Iluminarea catedralei este electrică, dar, pe lângă becurile din frumoasele candelabre, mai sunt și cele ascunse adânc în cornișe, asigurând, aprinse, o senzație de feerie. Crucea de deasupra turlei principale este și ea iluminată electric, putând fi observată noaptea de la distanță. Pictura interioară a fost restaurată și completată în perioada anilor 2002-2004 sub coordonarea egumenului Andrei Berega .
Catedrala a fost repictată în anul 2019, sub îndrumarea PS Marchel Mihăescu, episcop de Bălți și Fălești. La 15 iunie 2013, în temeiul Încuviințării nr. 1217, PS Marchel Mihăescu, episcop de Bălți și Fălești, s-a aprobat instalarea bustului ÎPS Visarion Puiu în curtea Catedralei „Sfinții împărați Constantin și Elena” din Bălți, una din ctitoriile marelui mitropolit. La 10 octombrie 2013 a fost emisă Decizia Consiliului municipal Bălți cu privire la instalarea bustului, inițiativă avizată pozitiv de Comisia Toponimică la 26 iulie 2013.
Bustul a fost sculptat de Silvia Radu la București și turnat în bronz la Chișinău abia în iulie 2015 de către meșterul Grigorie Băț și cu suportul financiar al familiei Rusanovschi Iulian și Adina. La 25 iulie 2015, bustul a fost transportat la Bălți. La 11 august 2015, ora 10:30 a avut loc slujba de sfințire a bustului închinat ÎPS Visarion Puiu. După care a urmat un program artistic, poezii de închinare mitropolitului Visarion și dezvelirea propriu-zisă a bustului de către PS Marchel Mihăescu. Printre invitați au fost prezenți și primarul municipiului Bălți, Renato Usatîi, starețul mănăstirii Neamț, părintele Benedict Sauciuc, președintele Asociației din România „Visarion Puiu,” arhitecți, ctitori, scriitori și jurnaliști.